# حلقة مرمزة

الحلقة المرمزة هيكل شبكة مرتبط ببروتوكول شبكة محلية يعمل على طبقة «الارتباط» الخاصة بنموذج OSI (الاتصال المتبادل بين الأنظمة المفتوحة). يستخدم البروتوكول إطارًا خاصًا ثلاثي البايت، يسمى رمزًا مميزًا، يتدفق في اتجاه واحد حول حلقة.
وقد طورتها شركة IBM في عام 1984، وتم توحيد معاييرها سنة 1989 باسم IEEE 802.5. لقد كانت تقنية ناجحة بالنسبة للشركات، إلا أنه قد تم إهمالها لأن الإصدارات الأحدث من الإيثرنت طغت عليها تدريجيًا.

## لمحة تاريخية
في أوائل السبعينات تم تطوير مجموعة واسعة من تقنيات الشبكات المحلية المختلفة، من بينها شبكة كامبريدج (Cambridge Ring) التي أظهرت إمكانية مرور للرموز المميزة في هيكل دائري، عندها بدأت العديد من الفرق في جميع أنحاء العالم في العمل على تنفيذها. ففي مختبر أبحاث آي بي إم في زيورخ، عمل فيرنر بوكس وهانس مولر على تصميم وتطوير تقنية الحلقة المرمزة الخاصة بشركة IBM. بينما أدى العمل المبكر في معهد ماساتشوستس للتكنولوجيا إلى ظهور شبكة Proteon ProNet-10 في عام 1981 وقد بلغة سرعة تدفق البيانات 10 ميغابت / ثانية وفي نفس العام قدمت شركة Apollo Computer، شبكة أبولو الخاصة بها والتي بلغت سرعتها 12 ميجابت/ثانية وكانت تَستخدم الكبلات متحدة المحور RG-6U، وفي وقت لاحق طور معهد ماساتشوستس إصدار 16 ميجابت/ثانية تم تشغيله على كبل مزدوج مجدول غير محمي. ثم أطلقت شركة آي بي إم نظامها الخاص بها في 15 أكتوبر 1985 وبلغت سرعته 4 ميجابت/ثانية، وكان من الممكن إرفاقه مع أجهزة كمبيوتر IBM، وأجهزة كمبيوتر متوسطة المدى وحواسيب كبيرة. وقد استخدم هيكلًا ماديًا مناسبًا من الأسلاك النجمية. وعمل على كابلات مزدوجة مجدولة محمية. وفي عام 1988 بلغت السرعة 16 ميجابت/ثانية. أما في عام 2001 فقد تمت الموافقة على معيار 1000 ميجابت/ثانية، إلا أنه لم يتم طرح أي منتجات على الإطلاق في السوق لأن الايثرنت كانت قد سيطرت على سوق الشبكات المحلية.

## وصلات خارجية
- IEEE 802.5 Web Site
- Troubleshooting Cisco Router Token Ring Interfaces
- Futureobservatory.org discussion of IBM's failure in Token Ring technology
- What if Ethernet had failed?